# Світлий Ключ
Світлий Ключ (рос. Светлый Ключ) — село у складі Нікольського району Вологодської області, Росія. Входить до складу Краснополянського сільського поселення.

## Населення
Населення — 89 осіб (2010; 103 у 2002).
Національний склад (станом на 2002 рік):
- росіяни — 100 %